# Acosmium parvifolium
Acosmium parvifolium är en ärtväxtart som först beskrevs av Hermann August Theodor Harms, och fick sitt nu gällande namn av Gennady Pavlovich Yakovlev. Acosmium parvifolium ingår i släktet Acosmium och familjen ärtväxter. Inga underarter finns listade i Catalogue of Life.